# Королець оливковий
Королець оливковий (Gennaeodryas placens) — вид горобцеподібних птахів родини тоутоваєвих (Petroicidae). Ендемік Нової Гвінеї. Єдиний представник монотипового роду Оливковий королець (Gennaeodryas).

## Таксономія
Оливкового корольця описав австралійський зоолог Едвард Пірсон Рамзі 1879 року, який дав новому виду наукову назву Eopsaltria placens. Пізніше цей вид був включений до роду Строкатий королець (Poecilodryas). Однак молекулярно-філогенетичне дослідження 2011 року показало, що оливковий королець досить відрізняється від інших корольців. Тепер оливковий королець є єдиним видом монотипового роду Оливковий королець (Gennaeodryas).

## Поширення й екологія
Оливковий королець є ендеміком Нової Гвінеї. Його популяція доволі фрагментована. Порівняно великі популяції мешкають в Центральній провінції та провінції Галф Папуа Нової Гвінеї, а також на острові Батанта. Він живе на висоті від 100 до 1450 м над рівнем моря.

## Збереження
МСОП вважає, що стан збереження цього виду близький до загрозливого. Основною загрозою є знищення природних середовищ проживання птаха. Його популяція зменшується.